# Estação Ferroviária de Parada de Gonta
A estação ferroviária de Parada de Gonta, por vezes abreviada como de Parada, é uma antiga gare da Linha do Dão, que servia nominalmente a localidade de Parada de Gonta, mas situada na vizinha freguesia de São Miguel do Outeiro, ambas no concelho de Tondela, Distrito de Viseu, em Portugal.

## Descrição

### Localização e acessos
O local da estação situa-se a sul de Póvoa de Catarina (distando 480 m da respetiva capela da Senhora das Candeias), na freguesia de São Miguel do Outeiro, distando o centro da sede desta (pelourinho) quase dois quilómetros da estação; a localidade nominal, Parada de Gonta, é um pouco mais distante.

### Caraterização física
O edifício de passageiros situa-se do lado poente da via (lado direito do sentido ascendente, para Viseu).

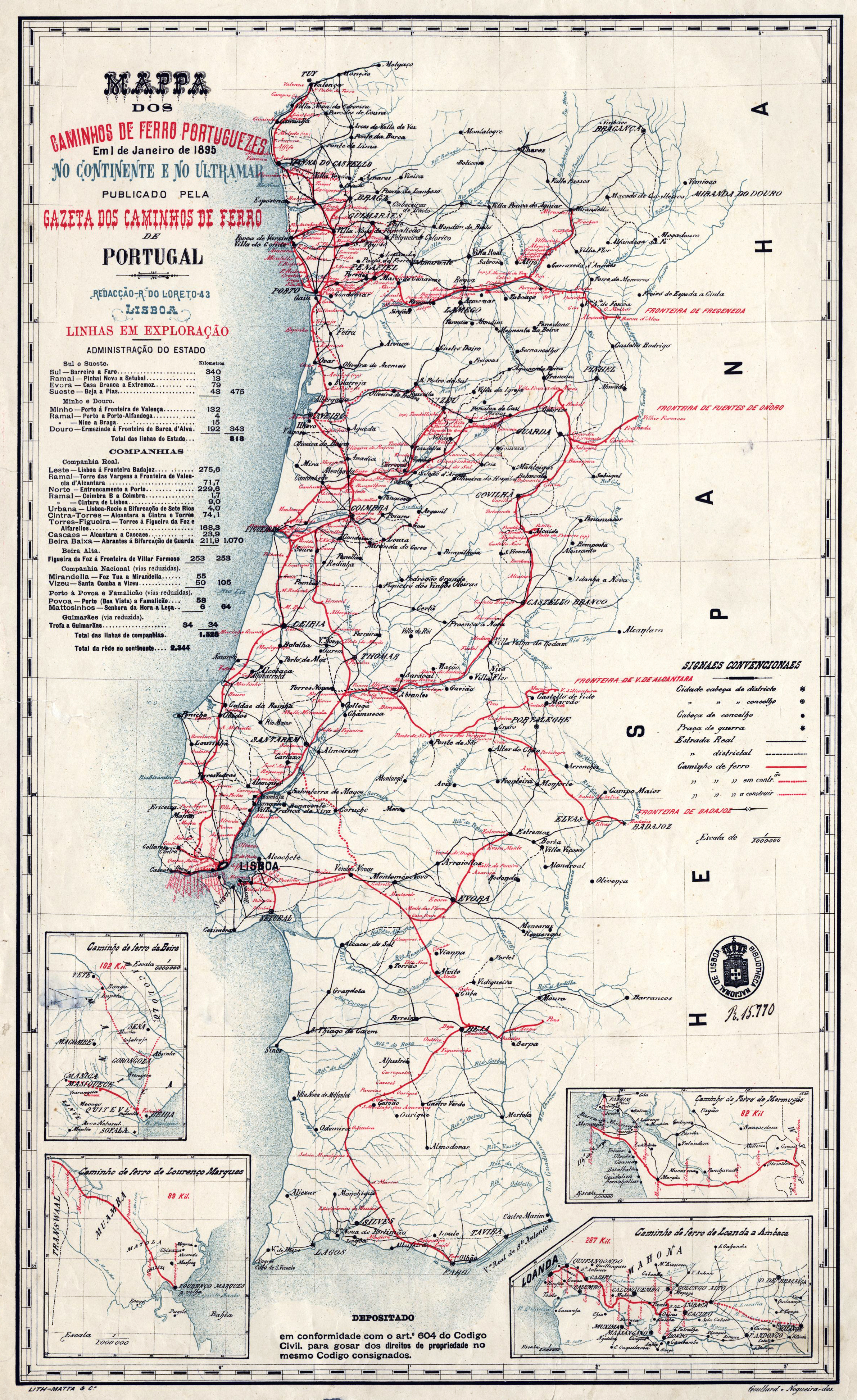
Mapa dos caminhos de ferro em Portugal em 1895, onde se pode ver a localização da estação de Parada de Gonta

## História
A Linha do Dão foi inaugurada no dia 24 de Novembro de 1890, e aberta à exploração no dia seguinte, pela Companhia Nacional de Caminhos de Ferro.
Em 1933, a Companhia Nacional instalou uma rede de canalização desde o Túnel de Parada (PK 30+783 a PK 30+966) até à estação, para abastecer a toma de água. Em 1939, a Companhia Nacional substituiu várias portas e janelas no edifício desta estação. Em 1 de Janeiro de 1947, a Companhia Nacional foi integrada na Companhia dos Caminhos de Ferro Portugueses.
Em 1984 esta interface tinha ainda categoria de estação, mas em 1985 era já oficialmente considerada como apeadeiro, conservando o edifício de passageiros.

A Linha do Dão foi encerrada em 1990 e transformada na Ecopista do Dão; o troço onde se insere esta estação foi convertido em 2011.[carece de fontes?]